# Inwencje i sinfonie
Inwencje i sinfonie, BWV 772–801, znane także jako Inwencje dwu- i trzygłosowe – zbiór trzydziestu krótkich utworów na instrument klawiszowy napisany przez Johanna Sebastiana Bacha, zawierający 15 inwencji (dwugłosowych kompozycji kontrapunktycznych) oraz 15 sinfonii (trzygłosowych kompozycji kontrapunktycznych) mających znaczenie przede wszystkim pedagogiczne.
Zarówno inwencje, jak i sinfonie oznaczają, że w epoce Bacha edukacja w zakresie wykonawstwa była równie istotna jak kształcenie kompozytorskie. Zbiór ten został przez kompozytora napisany dla jego 12-letniego syna Wilhelma Friedmanna w 1722 roku, gdy Bach pełnił funkcję kapelmistrza w Köthen (Anhalt). Tytułem wówczas nadanym było "Preambula i fantazje". W 1723 zbiór został ponownie przepisany ze zmianą kolejności utworów, wprowadzone zostały także innowacje, poszerzenia i poprawki. Wówczas także nadana została nazwa inwencje dla utworów dwugłosowych oraz sinfonie dla trzygłosowych. Tę późniejszą wersję uznaje się dziś za obowiązującą w wykonawstwie.
Strona tytułowa zawiera wyjaśnienie pedagogicznego przeznaczenia utworów. W zamyśle kompozytora są wprowadzeniem zainteresowanego ucznia w arkana instrumentu i metodą nauki, w jaki sposób prowadzić dwa lub trzy niezależne głosy. Są więc etiudą (w baroku pojęcie etiudy jeszcze nie występowało) mającą na celu rozwinięcie niezależnego użycia dwóch rąk podczas wykonywania muzyki polifonicznej. Nie wystarcza jednak poprawność techniczna; potrzebna jest także gra cantabile – śpiewnie. Służy temu właściwa artykulacja, rozsądne frazowanie, uwypuklenie odpowiednich tematów, stosowne kończenie starej i rozpoczynanie nowej frazy – czyli te umiejętności, które potrzebne są do wykonania arii. Zbiór jest także studium ("przedsmakiem") kompozycji, wskazującym właściwe inwencje – pomysły – które są zbudowane tak, aby można je było zastosować w konstrukcji polifonicznej (przede wszystkim imitacji). Poszczególne utwory są przykładami różnorodności sposobów, jak kompozycja może zostać wywiedziona z pojedynczej myśli muzycznej – motywu. Wykorzystane są takie techniki jak kanon, fuga czy swobodna imitacja. Pojawiają się także elementy homofonii oraz wirtuozerii. Kompozytor narzucił sobie także długość, w której mieści utwory – dwie strony. W efekcie pokazane jest, w jaki sposób można skoncentrować utwór, by zachował charakter samodzielnej całości.